# Richard J. Donovan Correctional Facility
Richard J. Donovan Correctional Facility (RJDCF) är ett delstatligt fängelse för manliga intagna och är belägen i San Diego County i Kalifornien i USA, strax väster om 
städerna Chula Vista och San Diego. Fängelset förvarar intagna som är klassificerade för alla säkerhetsklasser förutom totalisolering. RJDCF har en kapacitet på att förvara 2 992 intagna men för den 16 november 2022 var det överbeläggning och den förvarade 3 028 intagna.
Fängelset uppfördes i juli 1987.
Personer som varit intagna på RJDCF är bland andra Jesse James Hollywood, Suge Knight, Lyle och Erik Menendez, Roy Norris, Sirhan Sirhan, Tex Watson och X-Raided.